# Sheewōwkees
Les Sheewowkees est une série de bande dessinée écrite par Thomas Mosdi, dessinée par Olivier Brazao et mise en couleurs par Béatrice Tillier.

## Albums
- Delcourt, collection « Terres de Légendes » :

1. L'Année des treize lunes, 2003.
2. Les Worgs, 2004.
3. Le Grand Secret, 2009.

## Accueil critique
Bodoï accueille positivement le premier volume. BD Gest est réservé sur le second, alors que les chroniqueurs de Planète BD sont plus positifs,.